# Dynamic cast
В языке программирования C++ операция dynamic_cast преобразует тип данных (указатель или ссылку) вниз по иерархии наследования (из типа-предка в тип-потомок), с проверкой с помощью динамической идентификации типа данных, корректно ли приведение. Этот тип преобразования называется "нисходящим приведением типа", поскольку при нем указатель перемещается вниз по иерархии классов: от базового класса к производному классу. 
В отличие от обычного приведения типа в стиле Си, проверка корректности приведения типов производится во время выполнения программы. Оператор dynamic_cast может быть применён к указателям или ссылкам. Основное назначение dynamic_cast - преобразование указателя, который содержит адрес объекта-родителя, к указателю типа объекта-потомка. При невозможности преобразования (типы не состоят в родстве) будет получен нулевой указатель. При работе со ссылками при невозможности преобразования типа будет сгенерировано исключение std::bad_cast. Таким образом, оператор dynamic_cast обнаруживает сходство в процедуре приведения типа с таким языком программирования как Java, в отличие от Си, в котором не выполняется проверка корректности приведения типа во время выполнения программы.

## Пример
Предположим, что некоторая функция принимает объект типа A в качестве аргумента и должна выполнить некоторые дополнительные действия в случае, если переданный в функцию объект фактически является объектом типа B - наследником класса A. Такое поведение  может быть достигнуто при использовании dynamic_cast следующим образом.
Нисходящее приведение:
```
#include
 
<typeinfo>
 // Для std::bad_cast

#include
 
<iostream>
 // Для std::cerr и др.

class
 
A

{

public
:

	
// Механизм динамической идентификации типа данных доступен только для полиморфных 

	
// классов (т.е. классов, содержащих хотя бы одну виртуальную функцию-член)

	
virtual
 
void
 
foo
();

	
// другие члены класса...

};

class
 
B
 
:
 
public
 
A

{

public
:

	
void
 
methodSpecificToB
();

	
// другие члены класса...

};

void
 
my_function
(
A
&
 
my_a
)

{

	
try

	
{

		
B
&
 
my_b
 
=
 
dynamic_cast
<
B
&>
(
my_a
);

		
my_b
.
methodSpecificToB
();

	
}

	
catch
 
(
const
 
std
::
bad_cast
&
 
e
)

	
{

		
std
::
cerr
 
<<
 
e
.
what
()
 
<<
 
std
::
endl
;

		
std
::
cerr
 
<<
 
"Этот объект не является объектом типа B"
 
<<
 
std
::
endl
;

	
}

}

```

Аналогичный код для функции my_function может быть записан с использованием указателей вместо ссылок:
```
void
 
my_function
(
A
*
 
my_a
)

{

	
B
*
 
my_b
 
=
 
dynamic_cast
<
B
*>
(
my_a
);

	
if
 
(
my_b
)

		
my_b
->
methodSpecificToB
();

	
else

	    
std
::
cerr
 
<<
 
"Этот объект не является объектом типа B"
 
<<
 
std
::
endl
;

}

```

## Возможные логические ошибки
Ошибки возможны, если преобразование не состоялось (операция вернула nullptr или выбросила исключение bad_cast), а программа не готова к этому.